# 南濃体育館
南濃体育館（なんのうたいいくかん）は、岐阜県海津市南濃町にある海津市が管理運営する総合体育館である。
海津市内の女性だけのフットサルチーム「オランジーナ」のホームグラウンドとして利用されている。1975年（昭和50年）9月開館。

## 施設
1階
- 競技場（バレーボール、バスケットボール、バドミントン、卓球）
- サーキットトレーニング室

2階（格技場）
- 剣道場
- 柔道場

## 概要
- 休館日：年末年始（12月29日～1月3日）
- 開館時間：8時30分～21時30分
- 所在地：〒503-0411 岐阜県海津市南濃町駒野奥条入会99-2

## アクセス
- 養老鉄道「駒野駅」下車徒歩約10分